# 市易法
市易法（しえきほう）は、北宋に王安石が実行した新法の一つ。大商人の流通独占による弊害を打破するため、政府が、適正価格で商品を買い上げ、担保のある中小商人に売り捌かせた。
この法に基づく一連の政策は一定の成果を上げたが、その統制的な経済運営理念とは別に、市易法の運用にあたった呂嘉問の兼併的な運用により物価が暴落するなど混乱し、やがて豪商たちの反対にあって、元豊8年（1085年）以後、次々に廃止されることとなった。
この種の均輸法による経済政策は、漢の武帝時期に桑弘羊による導入以降、中国の帝室運営政策としてしばしば登場するが、儒教の主唱する農本主義と法家思想との対立にもとづく倫理観や観念的な思想対立が議論の中心にあり、今日のような市場原理主義対混合経済のような経済政策論争とは必ずしも一致しない。